# شرهوفة
شُرْهُوفَة (الاسم العلمي: Melandrya)، جنس حشرات خنفسية من فصيلة الشرهوفيات.
توجد أنواع هذا الجنس في أوروبا واليابان وأمريكا الشمالية.
الأنواع:
- Melandrya barbata (Fabricius, 1787)[1]
- Melandrya caraboides (Linnaeus, 1760)[1]